# 인간의 대지 (생텍쥐페리)

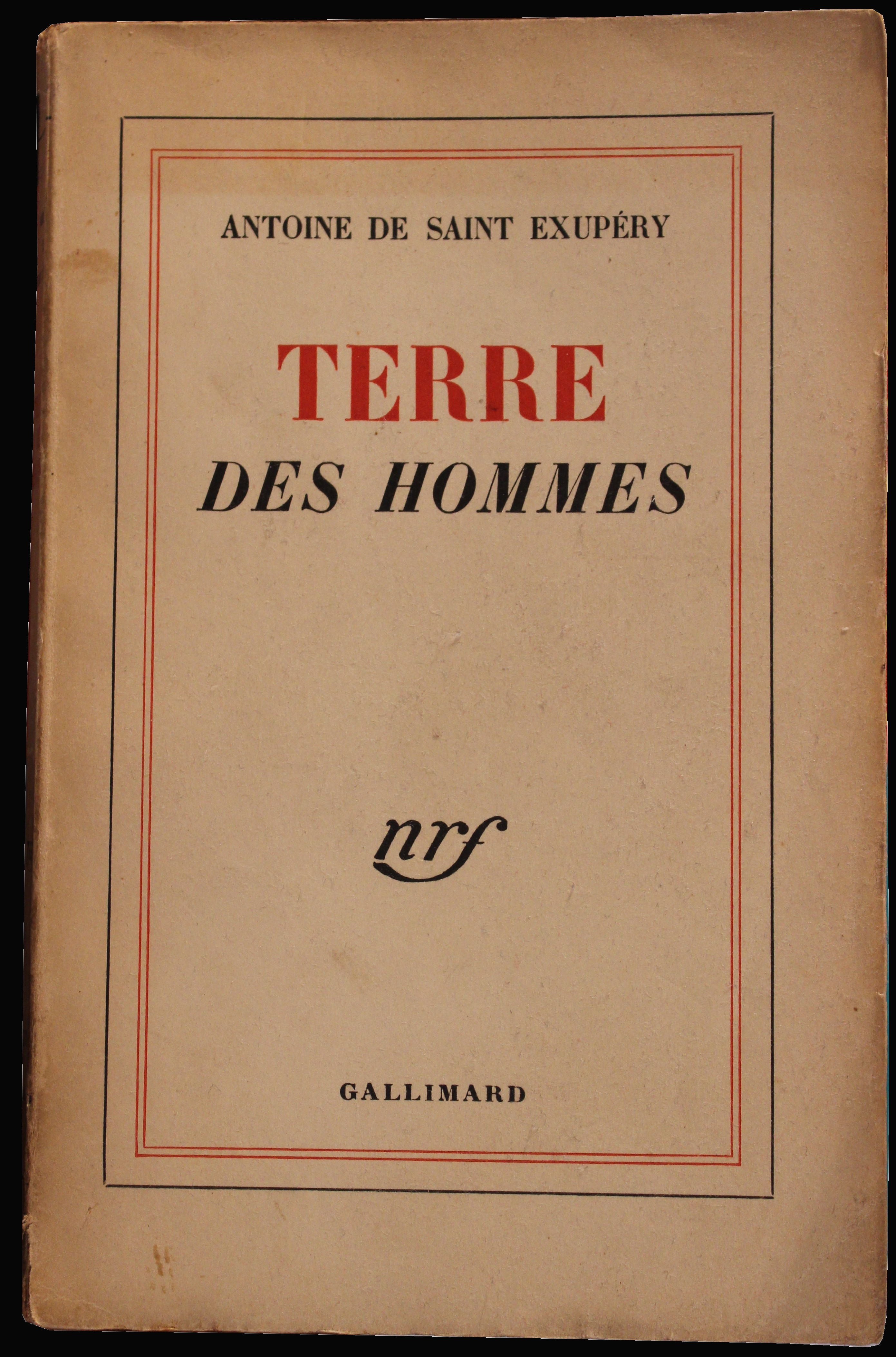

〈인간의 대지〉는 앙투안 드 생텍쥐페리의 저서이다. 북아프리카에서 복무하던 프랑스 군인이 물품을 가져다주는 공군 조종사가 오는 날을 기쁘게 기다린다는 설정을 통해 인간의 외로움을 묘사하고 있다. 공군 장교로서 복무한 저자의 경험이 토대가 된 것으로 추정된다. 한국어판은 《어린 왕자》와 같이 번역, 출판되었다.